# 텔모 사라
페드로 텔모 사라오나디아 몬토야(스페인어: Pedro Telmo Zarraonandia Montoya, 1921년 1월 20일 ~ 2006년 2월 23일)는 약칭 텔모 사라(Telmo Zarra)라는 이름으로 알려진 스페인의 전 축구 선수로, 포지션은 스트라이커였다.

## 선수 경력
1939년 스페인의 SD 에란디오 클럽에서 데뷔했으며, 1940년 아틀레틱 빌바오에 입단해 1942-43 시즌 팀의 리그 우승 및 코파 델 레이 5회 우승에 공헌하였다. 또한 1955년까지 15 시즌 동안 같은 팀에서 활약하며 총 6번의 피치치에 등극했으며, 이 기간 동안 총 332골을 기록하며 빌바오 역대 최다 득점 기록을 기록하였다.
이후 1955년 SD 인다우트수로 이적했으며, 1956년 바라칼도 CF로 팀을 옮긴 뒤 1957년 은퇴를 선언하였다. 선수 시절 프리메라리가에서 총 251골을 득점해 리오넬 메시, 크리스티아누 호날두에 이어 3위를 기록하고 있으며, 코파 델 레이에서 총 81골을 넣어 가장 많은 골을 넣은 선수가 되었다.
또한 1945년 스페인 축구 국가대표팀에 정식으로 데뷔한 뒤, 1950년 FIFA 월드컵 당시 잉글랜드와의 조별 라운드 마지막 경기에서 결승골을 넣어 팀의 1-0로 승리에 기여하는 등 총 4골을 득점하였다. 또한 1951년 스위스와의 친선경기에서 4골을 넣어 팀의 6-3 승리를 이끌기도 했으며, 1951년까지 총 20경기에 출전해 20골을 넣었다.
그 뒤 2006년 2월 23일 빌바오에서 심장마비로 사망했다.
사망 이후 그를 기리기 위해 매 시즌 스페인 프리메라리가에서 가장 많은 득점을 기록한 스페인 국적의 선수에게 사라 상을 수여하고 있다.

## 수상

#### 아틀레틱 클루브
- 라리가 : 1942-43
- 국왕컵 : 1943, 1944, 1944–45, 1949–50, 1955
- 코파 두아르테[2] : 1950

#### 스페인 국가대표
- FIFA 월드컵 4위 : 1950

### 개인
- 라리가 득점왕[3] : 1944–45, 1945–46, 1946–47, 1949–50, 1950–51, 1952–53
- 골든 피치치 : 2003
- 라리가 역대 최다 득점 3위 : 251골
- 국왕컵 역대 최다 득점 : 81골
- 국왕컵 결승 역대 최다 득점 : 4골
- 아틀레틱 클루브 역대 최다 득점 : 332골
- 바스크 데르비[4] 역대 최다 득점 : 14골
- 엘 비에호 클라시코[5] 역대 최다 득점 : 22골
- 레사마 트레이닝 센터[6] 명명
- 사라 트로피 명명[7]